# Anschéric
Anschéric (ur. w II poł. IX w., zm. ok. 890/911) – biskup Paryża od ok. 886 – do ok. 890 / 910. Następca Gozlina a poprzednik Teodulfa. Jego urzędowanie przypadło na czas upadku Karola Otyłego.